# Свобода, Карел
Карел Сво́бода (чеш. Karel Svoboda; 19 декабря 1938 — 28 января 2007) — чехословацкий и чешский композитор, писавший эстрадную музыку. Автор музыки ко многим кино- и телефильмам в 1960—1970-е годы. Художественный руководитель ансамбля инструментальной электронной музыки «Elektrovox».

## Биография
Карел Свобода родился в Праге (Чехословакия). Начал писать музыку, бросив учёбу на третьем курсе медицинского факультета. Участвовал в рок-группе «Mefisto» в 1963 г. (пианист). Позднее писал музыку для пражского театра «Laterna Magica» и для многих чешских певцов. В 1965 г. вышла пластинка с песней Свободы «Slunce za oknem» в исполнении Яромира Майера. Чуть позже в Германии вышла пластинка с инструментальной композицией Свободы «Navrat Gemini». Тогда же на фестивале в Рио-де-Жанейро песню Свободы «Vzdaleny hlas» исполняет Гелена Вондрачкова. В 1969 г. Свобода написал песню «Леди карнавала» для чешского певца Карела Готта. Всего для певца композитор написал музыку к 80 песням.
В 70-е годы композитор сотрудничает со многими чешскими певцами — среди них Гана Загорова, Эва Пиларова, Милан Дробны, Вальдемар Матушка, Лешек Семелка, Иржи Шелингер, Яна Кратохвилова. В 1980-е в число исполнителей песен Свободы входят Карел Зих, Михал Давид, Ивета Бартошова, Петр Спеши, Марцела Бржезинова и группа OK Band, Марцела Голанова, Петра Яну, Далибор Янда.
Свобода сотрудничал с западногерманским каналом ZDF более трёх десятилетий. Писал саундтреки к многим телепередачам и сериалам. Среди них «Вики викинг», «Приключения пчёлки Майи», «Удивительные приключения Нильса». Также написал музыку к знаменитому фильму «Три орешка для Золушки». 
Всего Свобода создал музыку к более чем 90 фильмам и телесериалам.
Является автором нескольких мюзиклов:
- «Ночь на Карлштейне» (Noc na Karlštejně), 1973, фильм-мюзикл
- «Dracula», Премьера в Праге 13 октября, 1995
- «Monte Christo», 2000
- «Golem», 2006, по книге Зденека Зеленки

Свобода был найден убитым выстрелом из охотничьей винтовки в саду собственного дома в Праге 28 января 2007 года, винтовка лежала рядом. Инцидент сочли самоубийством.